# Siu Nim Tao

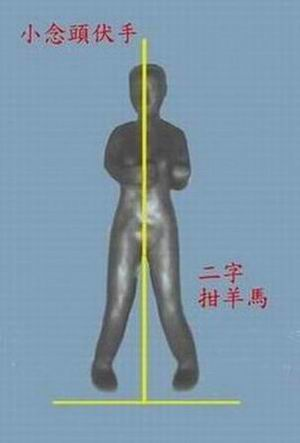
Imagen de la posición para el Siu Nim Tao.

Siu Nim Tao es la primera forma del wing chun, un estilo de kung-fu del sur de China.
Introduce el concepto central del Joan Sien (la línea central) y las técnicas básicas de manos.
No hay desplazamiento ni técnicas de pateo. Es pues una parte esencial pero insuficiente del estudio inicial. Fiel a la refinada y polivalente tradición china, también contiene ejercicios que favorecen las articulaciones de las extremidades superiores, la columna vertebral, así como un importante trabajo respiratorio, muy relacionado con ciertos ejercicios de Chi Kung.